# Realme
Realme (realme) je technologická značka oficiálně založená 4. května 2018 (Den mládeže v Číně) zaměstnancem firmy Oppo Sky Li (Li Bingzhong). Značka se zaměřuje na chytré telefony a AIoT produkty. Značka realme je globálně orientovaná a sídlí v Šen-čenu v provincii Kuang-tung v Číně.
Dne 7. ledna 2020 společnost realme oficiálně uvedla realme X50, svůj první 5G smartphone, vyznačující oficiální vstup realme do éry 5G. Série produktů IoT debutujících společně s chytrým telefonem realme X50 5G, realme oficiálně znamenala rozšíření portfolia značky do oblasti AIoT. Oblast 5G a AIoT jsou pro realme strategickou prioritou.
V současné době[kdy?] společnost realme vstoupila na 49 trhů po celém světě, včetně Číny, Indie, Indonésie, Vietnamu, Thajska, Malajsie, Evropy, Ruska, Austrálie, Egypta atd. Počet uživatelů dosáhl 40 milionů po celém světě.
Na český trh značka vstoupila koncem roku 2019.